# Festival RTP da Canção 2019
O Festival RTP da Canção 2019 foi o 52.ª Festival RTP da Canção. A primeira semifinal aconteceu no dia 16 de fevereiro e a segunda teve lugar no dia 23 de fevereiro nos estúdios da RTP, em Lisboa, e a final no dia 2 de março, pela primeira vez no Portimão Arena, em Portimão.

## Festival
O Festival RTP da Canção 2019 apurou o representante português no Festival Eurovisão da Canção 2019, onde participou pela 51.ª vez.
As semifinais realizaram-se a 16 e 23 de fevereiro, enquanto a final foi no dia 2 de março.

### Locais
As semifinais foram transmitidas a partir dos estúdios da RTP, em Lisboa, enquanto que a final teve lugar no Portimão Arena, em Portimão.

### Apresentadores
À semelhança do ano anterior, cada semifinal foi apresentada por uma dupla de apresentadores, ao qual se junta uma repórter na green room. Sónia Araújo e Tânia Ribas de Oliveira foram as apresentadoras da 1.ª semifinal, Jorge Gabriel e José Carlos Malato foram os anfitriões da 2.ª semifinal e Filomena Cautela e Vasco Palmeirim partilharam a apresentação da Final do Festival da Canção 2019. Inês Lopes Gonçalves será a repórter da green room.

### Jurados
Um grupo de 7 jurados é responsável por 50% da votação nas semifinais do Festival da Canção 2019:
- Júlio Isidro (presidente do júri)
- Álvaro Costa
- Isaura
- Maria João
- Pedro Penim
- Rita Redshoes
- Selma Uamusse

## Cartões postais
Os cartões postais consistiram em visitas temáticas dos artistas a Portimão.

## Canções em competição
Após um alargamento no número de concorrentes na edição anterior devido à realização do Festival Eurovisão da Canção 2018 em Portugal, esta edição retoma o formato de 2017, contando com 16 canções em concurso.

### Compositores
A RTP convidou 14 compositores para que apresentassem uma canção original e inédita, sendo os compositores os responsáveis por definir os respetivos intérpretes, 
Contudo, as últimas duas vagas de compositores estiveram sujeitas a concursos: um dos lugares foi  seleccionado através do programa de rádio “MasterClass” da Antena 1, dirigido a compositores e autores sem trabalhos publicados, O júri criado para este programa escolheu o compositor, que devia também apresentar a concurso uma canção original e inédita. 
A última vaga resultou da abertura a candidaturas espontâneas de canções originais e inéditas com uma duração máxima de três minutos. E aqui puderam concorrer todos os cidadãos de nacionalidade portuguesa ou residentes em Portugal, tivessem ou não trabalhos publicados, o que inclui os portugueses que vivam fora do país, assim como os cidadãos dos PALOP ou de outras nacionalidades que residam em Portugal. Foi constituído um júri para as avaliar, sendo o concorrente vencedor convidado a apresentá-la a concurso no Festival da Canção 2019.
Assim, foram convidados pela RTP os 14 artistas seguintes:
| - André Tentúgal - Calema - Conan Osíris - D'Alva | - D.A.M.A - Flak - Frankie Chavez - Lura | - Miguel Guedes - NBC - Rui Maia - Pedro Pode | - Surma - Tiago Machado |

Através do programa “MasterClass”:
- Mariana Bragada

Pelo concurso de livre submissão pública:
- Filipe Keil

### Canções
Cada canção tem a duração máxima de 3 minutos, podendo ser numa língua estrangeira, embora todos os compositores tenham optado pela língua portuguesa.
| Intérprete      | Canção                        | Compositor      | Música e letra                      |
| --------------- | ----------------------------- | --------------- | ----------------------------------- |
| Calema          | "A Dois"                      | Calema          | Calema, Nelson Heleno               |
| Conan Osíris    | "Telemóveis"                  | Conan Osíris    | Conan Osíris                        |
| Ana Cláudia     | "Inércia"                     | D'Alva          | Alex D'Alva, Ben Monteiro           |
| João Campos     | "É o que É"                   | D.A.M.A.        | D.A.M.A., Francisco Clode           |
| Filipe Keil     | "Hoje"                        | Filipe Keil     | Filipe Keil                         |
| Ela Limão       | "Mais Brilhante que Mil Sóis" | Flak            | Flak                                |
| Soraia Tavares  | "O Meu Sonho"                 | Lura            | Lura                                |
| Matay           | "Perfeito"                    | Tiago Machado   | Tiago Machado (m), AC Firmino (l)   |
| Lara Laquiz     | "O Lugar"                     | André Tentúgal  | André Tentúgal                      |
| Madrepaz        | "Mundo a Mudar"               | Frankie Chavez  | Frankie Chavez (m), Pedro Puppe (l) |
| Mariana Bragada | "Mar Doce"                    | Mariana Bragada | Mariana Bragada                     |
| Dan Riverman    | "Lava"                        | Miguel Guedes   | Miguel Guedes                       |
| NBC             | "Igual a Ti"                  | NBC             | NBC                                 |
| Mila Dores      | "Debaixo do Luar"             | Rui Maia        | Rui Maia (m,l), Mila Dores (l)      |
| João Couto      | "O Jantar"                    | Pedro Pode      | Pedro Pode                          |
| Surma           | "Pugna"                       | Surma           | Surma (m), Tiago Félix (l)          |

## Semifinais

### 1ª semifinal
A primeira meia-final decorreu nos estúdios da RTP, em Lisboa, no dia 16 de fevereiro de 2019. Foi acolhida por Sónia Araújo e Tânia Ribas de Oliveira.
| # | Intérprete     | Canção                        | Pontuação | Pontuação | Pontuação | Posição | Resultado |
| # | Intérprete     | Canção                        | Júri      | Televoto  | Total     | Posição | Resultado |
| - | -------------- | ----------------------------- | --------- | --------- | --------- | ------- | --------- |
| 1 | Ana Cláudia    | "Inércia"                     | 8         | 5         | 13        | 4°      | Finalista |
| 2 | João Campos    | "É o que É"                   | 6         | 7         | 13        | 5°      | Eliminado |
| 3 | Soraia Tavares | "O Meu Sonho"                 | 3         | 3         | 6         | 8°      | Eliminado |
| 4 | Calema         | "A Dois"                      | 10        | 8         | 18        | 3°      | Finalista |
| 5 | Conan Osíris   | "Telemóveis"                  | 7         | 12        | 19        | 2°      | Finalista |
| 6 | Ela Limão      | "Mais Brilhante que Mil Sóis" | 5         | 6         | 11        | 6°      | Eliminado |
| 7 | Filipe Keil    | "Hoje"                        | 4         | 4         | 8         | 7°      | Eliminado |
| 8 | Matay          | "Perfeito"                    | 12        | 10        | 22        | 1°      | Finalista |

     Qualificado para a Final

### 2ª semifinal
A segunda meia-final decorreu nos estúdios da RTP, em Lisboa, no dia 23 de fevereiro de 2019. Foi acolhida por José Carlos Malato e Jorge Gabriel.
| # | Intérprete      | Canção            | Pontuação | Pontuação | Pontuação | Posição | Resultado |
| # | Intérprete      | Canção            | Júri      | Televoto  | Total     | Posição | Resultado |
| - | --------------- | ----------------- | --------- | --------- | --------- | ------- | --------- |
| 1 | Lara Laquiz     | "O Lugar"         | 3         | 3         | 6         | 8°      | Eliminado |
| 2 | Dan Riverman    | "Lava"            | 7         | 8         | 15        | 5°      | Eliminado |
| 3 | Mariana Bragada | "Mar Doce"        | 8         | 7         | 15        | 4°      | Finalista |
| 4 | João Couto      | "O Jantar"        | 5         | 5         | 10        | 6°      | Eliminado |
| 5 | Madrepaz        | "Mundo a Mudar"   | 6         | 10        | 16        | 3°      | Finalista |
| 6 | Surma           | "Pugna"           | 12        | 6         | 18        | 2°      | Finalista |
| 7 | Mila Dores      | "Debaixo do Luar" | 4         | 4         | 8         | 7°      | Eliminado |
| 8 | NBC             | "Igual a Ti"      | 10        | 12        | 22        | 1°      | Finalista |

     Qualificado para a Final

## Final
A final teve lugar no Portimão Arena, em Portimão, no dia 2 de março de 2019. Foi apresentado pela anterior apresentadora do Festival da Canção e do Festival Eurovisão da Canção 2018, Filomena Cautela, e pelo apresentador da RTP e da Rádio Comercial, Vasco Palmeirim. 
| # | Intérprete      | Canção          | Pontuação | Pontuação | Pontuação | Posição |
| # | Intérprete      | Canção          | Júri      | Televoto  | Total     | Posição |
| - | --------------- | --------------- | --------- | --------- | --------- | ------- |
| 1 | Calema          | "A Dois"        | 4         | 7         | 11        | 6º      |
| 2 | Mariana Bragada | "Mar Doce"      | 3         | 5         | 8         | 7º      |
| 3 | Matay           | "Perfeito"      | 7         | 10        | 17        | 3º      |
| 4 | Surma           | "Pugna"         | 8         | 4         | 12        | 5º      |
| 5 | NBC             | "Igual a Ti"    | 10        | 8         | 18        | 2º      |
| 6 | Madrepaz        | "Mundo a Mudar" | 7         | 6         | 13        | 4º      |
| 7 | Conan Osíris    | "Telemóveis"    | 12        | 12        | 24        | 1º      |
| 8 | Ana Cláudia     | "Inércia"       | 5         | 3         | 8         | 8º      |

### Júri regional
Nesta edição, o júri regional foi divido em 7 regiões: Norte, Centro, Lisboa e Vale do Tejo, Alentejo, Algarve, Açores e Madeira.
| Região                | Jurado 1 (Porta-voz) | Jurado 2         | Jurado 3              |
| --------------------- | -------------------- | ---------------- | --------------------- |
| Norte                 | Catarina Salinas     | Lia Pereira      | Marta Bateira         |
| Centro                | Samuel Úria          | Isilda Sanches   | JP Simões             |
| Lisboa e Vale do Tejo | Pedro Granger        | Luís             | Jorge Alexandre Lopes |
| Alentejo              | Sequin               | Vítor Glaciano   | Vicente Alves do Ó    |
| Açores                | Nuno Costa Santos    | Sara Cruz        | Luís                  |
| Madeira               | André Santos         | Filipe Gonçalves | João Maurício         |
| Algarve               | Dino D'Santiago      | João Ferreira    | Susana Travassos      |

#### Tabela de Votações
Para ver os nomes dos artistas e das respectivas canções deverá colocar o cursor sobre as imagens numeradas de 1 a 14, que correspondem à ordem da actuação de cada canção na final do concurso.
| Ordem de Votação             | Distritos Votantes (Júris)      | Canções Pontuadas                | Canções Pontuadas                         | Canções Pontuadas                | Canções Pontuadas             | Canções Pontuadas                | Canções Pontuadas                 | Canções Pontuadas                         | Canções Pontuadas                     |
| Ordem de Votação             | Distritos Votantes (Júris)      | Artista:Calema / Canção:"A Dois" | Artista:Mariana Bragada/Canção:"Mar Doce" | Artista:Matay/ Canção:"Perfeito" | Artista:Surma/ Canção:"Pugna" | Artista:NBC/ Canção:"Igual a Ti" | Artista: / Canção:"Mundo a Mudar" | Artista:Conan Osíris/ Canção:"Telemóveis" | Artista:Ana Cláudia/ Canção:"Inércia" |
| ---------------------------- | ------------------------------- | -------------------------------- | ----------------------------------------- | -------------------------------- | ----------------------------- | -------------------------------- | --------------------------------- | ----------------------------------------- | ------------------------------------- |
| 1                            | Norte                           | 5                                | 10                                        | 3                                | 8                             | 7                                | 6                                 | 12                                        | 4                                     |
| 2                            | Centro                          | 4                                | 3                                         | 8                                | 6                             | 10                               | 5                                 | 12                                        | 7                                     |
| 3                            | Lisboa e Vale do Tejo           | 10                               | 5                                         | 4                                | 3                             | 8                                | 7                                 | 12                                        | 6                                     |
| 4                            | Alentejo                        | 3                                | 7                                         | 10                               | 5                             | 4                                | 8                                 | 12                                        | 6                                     |
| 5                            | Açores                          | 6                                | 4                                         | 7                                | 10                            | 3                                | 8                                 | 12                                        | 5                                     |
| 6                            | Madeira                         | 5                                | 4                                         | 7                                | 6                             | 10                               | 3                                 | 12                                        | 8                                     |
| 7                            | Algarve                         | 4                                | 3                                         | 5                                | 8                             | 12                               | 7                                 | 10                                        | 6                                     |
| Resultados Parciais Júri     | Pontuação: votos                | 37                               | 36                                        | 44                               | 46                            | 54                               | 44                                | 82                                        | 42                                    |
| Resultados Parciais Júri     | Pontuação: 50% Júri             | 4                                | 3                                         | 7                                | 8                             | 10                               | 7                                 | 12                                        | 5                                     |
| Resultados Parciais Júri     | Lugar só com votação do Júri    | 7º                               | 8º                                        | 4º                               | 3º                            | 2º                               | 5º                                | 1º                                        | 6º                                    |
| Resultados Parciais Televoto | Pontuação: votos                | 7                                | 5                                         | 10                               | 4                             | 8                                | 6                                 | 12                                        | 3                                     |
| Resultados Parciais Televoto | Lugar só com Televoto           | 4º                               | 6º                                        | 2º                               | 7º                            | 3º                               | 5º                                | 1º                                        | 8º                                    |
| Desfecho                     | Pontos Totais (Júri + Televoto) | 11                               | 8                                         | 17                               | 12                            | 18                               | 13                                | 24                                        | 8                                     |
| Desfecho                     | Lugar                           | 6º                               | 7                                         | 3º                               | 5º                            | 2º                               | 4º                                | 1°                                        | 8º                                    |
|                              |                                 | Artista:Calema / Canção:"A Dois" | Artista:Mariana Bragada/Canção:"Mar Doce" | Artista:Matay/ Canção:"Perfeito" | Artista:Surma/ Canção:"Pugna" | Artista:NBC/ Canção:"Igual a Ti" | Artista: / Canção:"Mundo a Mudar" | Artista:Conan Osíris/ Canção:"Telemóveis" | Artista:Ana Cláudia/ Canção:"Inércia" |
| Canções Pontuadas            |                                 |                                  |                                           |                                  |                               |                                  |                                   |                                           |                                       |

Legenda :
- Vencedor
- 2.° lugar
- Último lugar
- Pontuação nula ("Null Points") / Desclassificação

###### Canções que obtiveram 12 pontos na final
Como vem sendo hábito, e por ser a pontuação máxima, os 12 pontos tornaram-se um símbolo do Festival RTP da Canção, por influência do Festival Eurovisão da Canção, sendo a votação que determina o favorito, e que pode virar o resultado a qualquer momento, assim como desempatar canções que estejam empatados. Em baixo, é possível ver uma tabela com o número de 12 pontos que cada canção recebeu, e as respectivas regiões que deram a sua pontuação mais alta a determinada canção.
| # | Canções      | Regiões                                                                   |
| - | ------------ | ------------------------------------------------------------------------- |
| 7 | "Telemóveis" | Norte, Centro, Lisboa e Vale do Tejo, Alentejo, Açores, Madeira, Televoto |
| 1 | "Igual a ti" | Algarve                                                                   |

## Transmissão
| Área                      | Canal               |
| ------------------------- | ------------------- |
| Portugal                  | RTP1                |
| Portugal (resto do mundo) | RTP Play            |
| Portugal                  | RTP Acessibilidades |

## Audiências
| Gala        | Data                    | Audiência   | Audiência | Audiência | Ref. |  |
| Gala        | Data                    | Espetadores | Rating    | Share     | Ref. |  |
| ----------- | ----------------------- | ----------- | --------- | --------- | ---- |  |
| Semifinal 1 | 16 de fevereiro de 2019 | 620.000     |           | 14,7%     |      |  |
| Semifinal 2 | 23 de fevereiro de 2019 | 623.000     |           | 14,5%     |      |  |
| Final       | 2 de março de 2019      | 610.000     |           | 15,8%     |      |  |